# Amphoe Bang Nam Priao
Amphoe Bang Nam Priao (in Thai: อำเภอ บางน้ำเปรี้ยว) ist ein Landkreis (Amphoe – Verwaltungs-Distrikt) im Nordwesten der Provinz Chachoengsao. Die Provinz Chachoengsao liegt im östlichen Teil der Zentralregion von Thailand. 

## Geographie
Benachbarte Distrikte (von Südosten im Uhrzeigersinn): die Amphoe Khlong Khuean und Mueang Chachoengsao in der Provinz Chachoengsao, Der Distrikt (Khet) Nong Chok von Bangkok, Amphoe Lam Luk Ka der Provinz Pathum Thani, Amphoe Ongkharak in der Provinz Nakhon Nayok sowie Amphoe Ban Sang in der Provinz Prachin Buri.
Die größten Flüsse des Landkreises sind der Maenam Bang Pakong und der Khlong Saen Saep.

## Geschichte
Das Zentrum des ursprünglichen Landkreises Bang Nam Priao lag in Ban Ton Samrong im Tambon Bang Khanak. Im Jahr 1905 ließ die Regierung ein neues Verwaltungsgebäude im Tambon Bang Nam Priao errichten. 1952 baute die Regierung ein neues Gebäude am Nordufer des Khlong Bang Khanak (Khlong Saen Saep). Das derzeitige Verwaltungsgebäude wurde 1997 erbaut.

## Verwaltung

### Provinzverwaltung
Der Landkreis Bang Nam Priao ist in zehn Tambon („Unterbezirke“ oder „Gemeinden“) eingeteilt, die sich weiter in 148 Muban („Dörfer“) unterteilen.
| Nr. | Name           | Thai       | Muban | Einw.  |
| --- | -------------- | ---------- | ----- | ------ |
| 01. | Bang Nam Priao | บางน้ำเปรี้ยว | 16    | 09.035 |
| 02. | Bang Khanak    | บางขนาก    | 12    | 05.458 |
| 03. | Singto Thong   | สิงโตทอง    | 08    | 05.804 |
| 04. | Mon Thong      | หมอนทอง    | 11    | 10.142 |
| 05. | Bueng Nam Rak  | บึงน้ำรักษ์    | 15    | 08.284 |
| 06. | Don Ko Ka      | ดอนเกาะกา  | 14    | 08.428 |
| 07. | Yothaka        | โยธะกา     | 13    | 06.341 |
| 08. | Don Chimphli   | ดอนฉิมพลี    | 19    | 13.859 |
| 09. | Sala Daeng     | ศาลาแดง    | 22    | 09.907 |
| 10. | Phrong Akat    | โพรงอากาศ  | 18    | 09.322 |

### Lokalverwaltung
Es gibt sechs Kommunen mit „Kleinstadt“-Status (Thesaban Tambon) im Landkreis:
- Khlong Saen Saep (Thai: เทศบาลตำบลคลองแสนแสบ) bestehend aus Teilen des Tambon Bang Khanak.
- Don Chimphli (Thai: เทศบาลตำบลดอนฉิมพลี) bestehend aus Teilen des Tambon Don Chimphli.
- Bang Khanak (Thai: เทศบาลตำบลบางขนาก) bestehend aus Teilen des Tambon Bang Khanak.
- Bang Nam Priao (Thai: เทศบาลตำบลบางน้ำเปรี้ยว) bestehend aus den Teilen der Tambon Bang Nam Priao, Phrong Akat.
- Sala Daeng (Thai: เทศบาลตำบลศาลาแดง) bestehend aus Teilen des Tambon Sala Daeng.
- Don Ko Ka (Thai: เทศบาลตำบลดอนเกาะกา) bestehend aus dem kompletten Tambon Don Ko Ka.

Außerdem gibt es acht „Tambon-Verwaltungsorganisationen“ (องค์การบริหารส่วนตำบล – Tambon Administrative Organizations, TAO)
- Bang Nam Priao (Thai: องค์การบริหารส่วนตำบลบางน้ำเปรี้ยว) bestehend aus Teilen des Tambon Bang Nam Priao.
- Singto Thong (Thai: องค์การบริหารส่วนตำบลสิงโตทอง) bestehend aus dem kompletten Tambon Singto Thong.
- Mon Thong (Thai: องค์การบริหารส่วนตำบลหมอนทอง) bestehend aus dem kompletten Tambon Mon Thong.
- Bueng Nam Rak (Thai: องค์การบริหารส่วนตำบลบึงน้ำรักษ์) bestehend aus dem kompletten Tambon Bueng Nam Rak.
- Yothaka (Thai: องค์การบริหารส่วนตำบลโยธะกา) bestehend aus dem kompletten Tambon Yothaka.
- Don Chimphli (Thai: องค์การบริหารส่วนตำบลดอนฉิมพลี) bestehend aus Teilen des Tambon Don Chimphli.
- Sala Daeng (Thai: องค์การบริหารส่วนตำบลศาลาแดง) bestehend aus Teilen des Tambon Sala Daeng.
- Phrong Akat (Thai: องค์การบริหารส่วนตำบลโพรงอากาศ) bestehend aus Teilen des Tambon Phrong Akat.